# Савичи (Архангельская область)
Савичи — деревня в Вилегодском муниципальном округе Архангельской области России. До 2020 года входила в состав ныне упразднённого Павловского сельского поселения Вилегодского муниципального района.

## География
Деревня находится в юго-восточной части Архангельской области, в подзоне средней тайги, в пределах северной окраины возвышенности Северные Увалы, на левом берегу реки Виледи, вблизи места впадения в неё реки Пыелы, при автодороге 11К-142, на расстоянии примерно 11 километров (по прямой) к юго-востоку от села Ильинско-Подомского, административного центра округа.

### Климат
Климат характеризуется как умеренно континентальный, влажный, с продолжительной холодной многоснежной зимой и коротким прохладным летом. Среднегодовая температура воздуха — +1,2 °C. Средняя температура воздуха самого холодного месяца (января) — −14 °C (абсолютный минимум — −51 °C), средняя температура самого тёплого (июля) — +17,2 °С (абсолютный максимум — +37 °C). Годовое количество атмосферных осадков — 661 мм, из которых 451 мм выпадает в период с апреля по октябрь. Снежный покров держится в течение 163 дней. Среднегодовая скорость ветра составляет 4,2 м/с.

### Часовой пояс
Савичи, как и вся Архангельская область, находится в часовой зоне МСК (московское время). Смещение применяемого времени относительно UTC составляет +3:00.

## Население
| 2002 | 2010 | 2012 |
| ---- | ---- | ---- |
| 16   | ↘12  | ↗14  |

### Национальный состав
Согласно результатам переписи 2002 года, в национальной структуре населения русские составляли 100 %.